# اریک سیتروک
اریک سیتروک (انگلیسی: Éric Sitruk؛ زادهٔ ۱۴ ژانویهٔ ۱۹۷۸) بازیکن فوتبال اهل فرانسه است که در پست مهاجم بازی می‌کند.
از باشگاه‌هایی که در آن بازی کرده‌است می‌توان به باشگاه فوتبال استاد برستوا ۲۹، باشگاه فوتبال گنگام، و باشگاه فوتبال پاریس اف سی اشاره کرد.